# خورشیدگرفتگی ۱۱ ژوئیه ۲۰۱۰
خورشیدگرفتگی ۱۱ ژوئیه ۲۰۱۰ (به انگلیسی: Solar eclipse of July 11, 2010) یک خورشیدگرفتگی از نوع خورشیدگرفتگی کامل است. این خورشیدگرفتگی در تاریخ ۱۱ ژوئیه ۲۰۱۰ میلادی (‎۲۰ تیر ۱۳۸۹ خورشیدی) روی داد که زمان اوج آن، ساعت ۱۹:۳۴:۳۸ به‌وقت ساعت هماهنگ جهانی بوده‌است. مدت زمان و طول این خورشیدگرفتگی ۵ دقیقه و ۲۰ ثانیه بود.